# ディエゴ・ボティン
ディエゴ・ボティン（Diego Botín, 1993年12月25日 - ）は、スペイン・マドリード出身の男子セーリング競技選手。2024年パリオリンピック49er級金メダリスト。

## 経歴
1993年にマドリードに生まれた。サンタンデール銀行を所有するボティン家の一員である。父はゴンサロ・ボティンであり、祖父はハイメ・ボティンである。カンタブリア大学で造船工学を学んだ。
2016年にブラジルのリオデジャネイロで開催された2016年リオデジャネイロオリンピックではイアゴ・ロペスと組み、49er級で9位となった。
2021年に日本の東京で開催された2020年東京オリンピックでもイアゴ・ロペスと組み、49er級で4位となった。その後は49er級でフロリアン・トリッテルと組み、2022年のヨーロッパ選手権で優勝、2022年の世界選手権で2位、2023年の世界選手権で3位、2024年の世界選手権で3位となった。
2024年にフランスのパリで開催された2024年パリオリンピックではフロリアン・トリッテルと組んで49er級に出場し、金メダルを獲得した。同大会におけるスペイン選手団初の金メダルとなった。